# La Beslière
La Beslière est une ancienne commune française du département de la Manche et la région Normandie, associée à Folligny depuis le 1er janvier 1973.

## Toponymie
Le nom de la localité est attesté sous les formes Berleria en 1172, Berliere en 1172, Berleria vers 1210, Belleria entre 1248 et 1280, la Belliere en 1332.
Ce toponyme repose sur le latin berula et de l'ancien français berle, « cresson », suivi du suffixe -aria/-ière qui évoque ici la présence, d'où : « la cressonnière ». La chute du r devant un l, entraînant l'allongement de la voyelle précédente marqué par le s, est un dialectalisme.

## Histoire
Pendant la guerre de Cent Ans, Louis de la Bellière fut dépossédé par le roi d'Angleterre de ses terres au profit du chevalier anglais, Nicolas Conomoue. Un Jean de la Bellière († 1634) fut fait en 1601 abbé de La Lucerne par Henri IV, et son neveu, François de la Bellière († 1656) lui succéda en 1621.
Au cours de la Révolution française, Jean-François Pestel, né et curé de La Beslière, fut dénoncé avec la complicité du nouveau curé jureur, Pancrace La Musse, par Alexandre Galon qui lui reprochait de l'avoir empêché d'être maire, et fut emprisonné puis guillotiné le 27 avril 1794 à Granville. La Musse fut par la suite abattu dans un chemin creux. De même Pierre Dufresne († 1798), prêtre né à La Beslière fut exécuté le 15 nivôse an VI (4 janvier 1798).

## Administration
| Période | Période | Identité            | Étiquette | Qualité |
| --- | ------- | ------------------- | --------- | ------- |
| | 1793    | Jacques Pestel      |           |         |
| 1793 | 1797    | Étienne Gallon      |           |         |
| 1797 | 1798    | Joseph Hubert       |           |         |
| 1798 | 1800    | Étienne Gallon      |           |         |
| 1800 | 1828    | Joseph Hubert       |           |         |
| 1828 | 1830    | Pierre Fontaine     |           |         |
| 1830 | 1836    | Magloire Hubert     |           |         |
| 1836 | 1847    | Désiré Lorault      |           |         |
| 1847 | 1870    | François Trilly     |           |         |
| 1870 | 1879    | Éloi Hédouin        |           |         |
| 1879 | 1897    | Pierre Lhomme       |           |         |
| 1897 | 1904    | Jean-Marie Fontaine |           |         |
| 1904 | 1914    | Joseph Fontaine     |           |         |
| 1914 | 1917    | Auguste Lhotellier  |           |         |
| 1917 | 1935    | Joseph Fontaine     |           |         |
| 1935 | 1946    | Pierre Duval        |           |         |
| 1946 | 1947    | Lucien Fontaine     |           |         |
| 1947 | 1973    | Louis Porée         |           |         |
| Une partie des données est issue de la liste établi par Jean Pouëssel et la mairie issue de l'ouvrage "601 communes et lieux de vie de la Manche" |         |                     |           |         |

| Période  | Période  | Identité           | Étiquette | Qualité                                              |
| -------- | -------- | ------------------ | --------- | ---------------------------------------------------- |
| 1973     | 1977     | Louis Porée        |           | Ancien maire de La Beslière                          |
| 1977     | 2001     | Joseph Tétrel      |           |                                                      |
| 2001     | 2014     | Jean-Pierre Girard |           | Retraité de l'EDF Maire de Folligny à partir de 2014 |
| 2014     | mai 2020 | Yves Beuve         | SE        | Retraité                                             |
| mai 2020 | En cours | Sylvie Tétrel      | SE        | Infirmière                                           |

## Démographie
| 1793 | 1800 | 1806 | 1821 | 1831 | 1836 | 1841 |
| ---- | ---- | ---- | ---- | ---- | ---- | ---- |
| 277  | 323  | 319  | 266  | 345  | 354  | 339  |

| 1846 | 1851 | 1856 | 1861 | 1866 | 1872 | 1876 |
| ---- | ---- | ---- | ---- | ---- | ---- | ---- |
| 343  | 335  | 342  | 307  | 297  | 273  | 269  |

| 1881 | 1886 | 1891 | 1896 | 1901 | 1906 | 1911 |
| ---- | ---- | ---- | ---- | ---- | ---- | ---- |
| 251  | 237  | 216  | 217  | 224  | 202  | 180  |

| 1921 | 1926 | 1931 | 1936 | 1946 | 1954 | 1962 |
| ---- | ---- | ---- | ---- | ---- | ---- | ---- |
| 168  | 157  | 153  | 180  | 193  | 200  | 163  |

| 1968 | 1975 | 1982 | 1990 | 1999 | 2008 | 2013 |
| ---- | ---- | ---- | ---- | ---- | ---- | ---- |
| 164  | …    | …    | …    | …    | 157  | 163  |

| 2018 | 2022 | - | - | - | - | - |
| ---- | ---- | - | - | - | - | - |
| 159  | 171  | - | - | - | - | - |

## Lieux et monuments
- Église Saint-Pierre-Saint-Paul de La Beslière (XVIIIe siècle). Elle abrite un maître-autel, tabernacle et boiseries (XVIIIe) classé au titre objet aux monuments historiques[17], des autels latéraux (XVIIIe), des stalles et chaire à prêcher (XVIIIe), une Vierge à l'Enfant (XVIIIe).
- Croix de cimetière (XVIIIe siècle), et cadran solaire sur le mur du cimetière.
- Ancien manoir féodal au lieu-dit « Le Manoir », transformé en gîte rural.